# Station Kowary
Station Kowary is een spoorwegstation in de Poolse plaats Kowary.